# Prix de l'Académie des sciences du Japon
 (mai 2019).
Le contenu est difficilement compréhensible vu les erreurs de traduction, qui sont peut-être dues à l'utilisation d'un logiciel de traduction automatique.

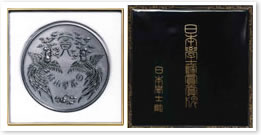
Médaille du Prix de l'Académie des sciences du Japon

Le prix de l'Académie des sciences du Japon (日本学士院賞, Nippon gakushiinshō) est décerné par l'Académie japonaise des sciences en reconnaissance de thèses universitaires, livres et autres réalisations dans les domaines scientifiques. Une cérémonie de remise des prix se tient chaque année depuis 1911. Jusqu'à neuf de ces prix sont décernés tous les ans. Il y a eu 676 gagnants et 592 travaux récompensés à la date de 2005. Ils comprennent un certificat, une médaille, et un prix d'un million de yen.

## Cérémonie
La cérémonie se déroule dans l'enceinte de l'Académie japonaise dans le parc Ueno. L'empereur y assiste depuis 1949. Les trois prix décernés lors de la cérémonie sont :
- le prix impérial ;
- le prix de l'académie des sciences ;
- le prix du duc d'Édimbourg.

Après la cérémonie, certains lauréats donnent des conférences sur les thèmes de leurs recherches.

## Quelques lauréats
- 2014
  - Hiraku Nakajima, mathématicien
- 2011
  - Takurō Mochizuki, mathématicien
- 2008 (98e)
  - Keiji Morokuma - Theoretical Studies of Design of Structure, Function and Reactivity of Molecules
  - Takaya Hosoka - The Persecution of Jews and Christians in the Early Roman Principate
  - Fumio Ohtake - Inequality in Japan''
  - Yoshinori Fujiyoshi - Structure Determination of Membrane Proteins based on the Development of an Innovative Cryo-Electron Microscope
  - Naomasa Nakai - Study of Active Galactic Nuclei and Super-Massive Black Holes based on VLBI Observations of Water-Vapor Maser Emission
  - Akira Hasegawa - Discovery of Optical Soliton Properties in Fibers and of Self-organization of Plasma Turbulence
  - Kanji Ohyama -  Gene Content, Organization and Molecular Evolution of Plant Organellar Genomes and Sex Chromosomes —Insights from the Case of the Liverwort Marchantia polymorpha—
  - Kenji Kangawa - Discovery of Novel Bioactive Peptides with Special Reference to Ghrelin
  - Yoshiyuki Nagai - Elucidation of the Molecular Basis of Paramyxovirus Pathogenicity and Generation of a Novel Class of Expression Vector
- 2007 (97e)
  - Senzô Hidemura - Agriculture and Society at the Last Stage of Satsuma Feudal Fief —A Study of Moriya Family, a Rural Warrior in Kōyama-Gō—
  - Shizuo Akira (en) -Pathogen Recognition by Innate Immunity and its Signaling
  - Masaaki Sugiyama - The Mongol Empire and Dai-ön Ulus
  - Asahiko Taira - Accretion Tectonics and Evolution of the Japan Islands
  - Shinji Kawaji - Experimental Studies of Two-Dimensional Electron Systems
  - Hisashi Yamamoto et Kohei Tamao - Exploitation of Chemical and Physical Properties of Main-group Element Compounds based on Flexibility for High Coordination (Joint Research)
  - Yukio Hori et Koji Kato - Studies on tribologie (Joint Research)
  - Toshisuke Maruyam] - Water Demand-Supply Analysis in Large Spatial Areas Based on Evapotranspiration and Runoff
  - Yasushi Miyashita - The Discovery of Associative Memory Neurons in the Cerebral Cortex and Studies of the Cognitive Memory System
- 2006 (96e)
  - Shuh Narumiya - Studies on the Prostaglandin Receptors
  - Shinsaku Iwahara -Electronic Payment and Law
  - Kotaro Suzumura (en) -Welfare Economics beyond Welfarist-consequentialism
  - Noboru Mataga -	Studies on Molecular Interactions and Chemical Reaction Dynamics of Photo-excited Molecules
  - Yoshinori Ohsumi -Molecular Mechanism and Physiological Function of Autophagy
  - Atsuto Suzuki -Studies of Antineutrino Science
  - Ken Sakamura -Research on the Computer Architecture with High Real-time Performance
  - Koki Horikoshi -Studies of Alkaliphilic Microorganisms: Their Diversity, Physiology, and Applications
  - Toshio Wagai -Studies on the Foundation and Development of Diagnostic Ultrasound
- 2005
  - Tetsuya Shiokawa pour Recherches sur Pascal (Research on Arithmetic Geometry)
  - Shuichiro Kimura pour A History of the German Idea of Welfare State
  - Yukihiko Kiyokawa pour Formation of Modern Industrial labor force in Asia — Economic Development, Culture and Job Consciousness
  - Takashi Nakamura pour Theoretical Investigation of the Formation of Black Holes and the Emission of Gravitational Waves
  - Hiroyuki Sakaki et Hideo Ohno pour Studies on Quantum Control of Electrons by Semiconductor Nanostructures and Ferromagnetism
  - Hiroshi Kida pour Studies on Control of grippe — Mechanism of Emergence of Pandemic Influenza Virus Strains in Poultry, Domestic Animals and Humans, and Molecular Basis of the Neutralization of Viral Infectivity with Antibodies
  - Yukihiko Kitamura pour Development and Malignant Transformation of Mast Cells and Interstitial Cells of Cajal through KIT Receptors
  - Masakatsu Shibasaki for Studies on the Development of Asymmetric Catalysts and its Application to Medicinal Chemistry
- 2004
  - Naoya Katsumata pour Comparative Studies on Mediterranean/Middle Eastern Cultures and Literatures from the Perspective of Medieval Hebrew Literature
  - Hiroshi Takayanagi pour Studies on the Regulation of bone metabolism (en) by the système immunitaire
  - Mitsuyasu Hasebe pour Molecular phylogénétique and Evolutionary Developmental Studies of Plants
  - Shinichi Mochizuki pour Research on the Arithmetic Geometry of Hyperbolic Curves, including Solution via p-adic Methods of the Grothendieck Conjecture (en) on géométrie anabélienne (en)
  - Yasushi Watanabe Ethnographical Studies on the Politics of Culture and Communities in Contemporary America
- 2003 (93e)
  - Mitsuhiro Yanagida - Regulation of Cell Cycle and Chromosome Segregation
  - Noboru Kawashima - History and Society in South India: The Cholas to Vijayanagar
  - Mari Nomura - The Jews in Vienna
  - Kenji Fukaya - Recherche en géométrie différentielle
  - Koichi Itoh, Hiizu Iwamura et Minoru Kinoshita - Study of Molecular Magnet (Joint Research)
  - Yasutoshi Senoo - Researches on Fluid Dynamics of Centrifugal Turbomachines
  - Yoshimi Okada - Molecular Biology of Plant Virus RNA Genomes and its Application to Agriculture
  - Hiroshi Okamoto - Studies on Experimental Diabetes and Its Prevention
  - Makoto Endo - Studies on the Mechanisms of Mobilization of Calcium Ion in Muscle Cells
- 1996 (86e)
  - Tasuku Honjo
- 1993 (83e)
  - Issei Tanaka - A Study of the Ritual Theatres in China
  - Yasuo Tanaka - The Relativistic Properties of Celestial X-ray Sources
  - Takashi Negishi (en) - History of Economic Theory
  - Akito Arima - Theoretical Studies on Dynamical Models and Electromagnetic Interactions of Atomic Nuclei
  - Michio Jimbo - Studies on Solvable Lattice Models and groupes quantiques
  - Takanori Okoshi (en) - Research on Coherent Optical Fiber Communications
  - Toshiro Kinoshita - Genetical Studies on the Interaction between Cytoplasmic and Nuclear Genomes, and the Application of These Studies to Actual Crop Breeding
  - Hajime Yamamoto - Use of Lasers for Caries Prevention and Other Applications in Dentistry
  - Keiya Tada et Goro Kikuchi - Studies on hyperglycémie (Joint Research)
- 1950 (40e)
  - Yūkichi Takeda
- 1920 (10e)
  - Sakuhei Fujiwhara